# Dobeles dzirnavnieks

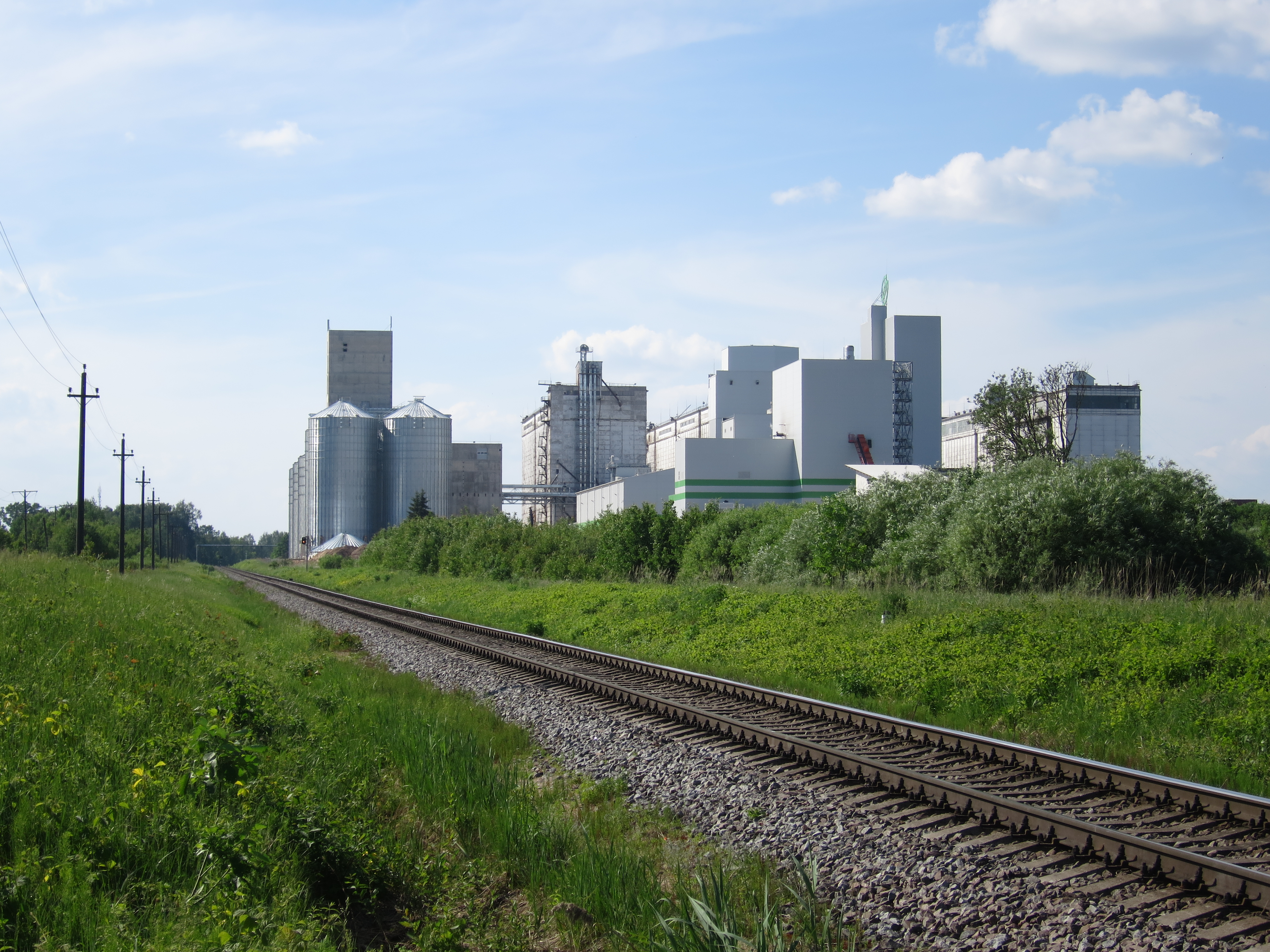
«Dobeles dzirnavnieks», вид со стороны железной дороги.

Dobeles dzirnavnieks — латвийская компания, расположенная в Добеле является крупнейшим предприятием по производству продовольствия в Латвии. Компания занимается производством всех видов пшеничной муки, манной крупы, мучных смесей, макаронных изделий, крупяных хлопьев и кормов для животных. Предприятие начало свою деятельность в 1976 году как «Елгавский зерновой комбинат».
В 2014 году оборот компании достиг 77,6 миллиона евро, а прибыль — 4,06 миллиона евро. Экспорт составляет 53 % или 41,4 миллиона евро от общего оборота.
Dobeles dzirnavnieks — одно из крупнейших предприятий по переработке зерна в странах Балтии.